# Phước Thành, Bác Ái
Phước Thành là một xã thuộc huyện Bác Ái, tỉnh Ninh Thuận, Việt Nam.

## Địa lý
Xã Phước Thành nằm ở phía đông huyện Bác Ái, có vị trí địa lý:
- Phía đông giáp huyện Thuận Bắc và tỉnh Khánh Hòa
- Phía tây giáp xã Phước Đại
- Phía nam giáp xã Phước Trung và huyện Thuận Bắc
- Phía bắc giáp tỉnh Khánh Hòa.

Xã có diện tích 126,76 km², dân số năm 2019 là 3.858 người, mật độ dân số đạt 30 người/km².

## Lịch sử
Trước đây, Phước Thành là một xã thuộc huyện Ninh Sơn.
Ngày 6 tháng 11 năm 2000, huyện Ninh Sơn được chia thành hai huyện Ninh Sơn và Bác Ái, xã Phước Thành chuyển sang trực thuộc huyện Bác Ái.
Ngày 21 tháng 9 năm 2007, Chính phủ ban hành Nghị định 147/2007/NĐ-CP. Theo đó:
- Điều chỉnh 2.591,8 ha diện tích tự nhiên của xã Phước Thắng vừa giải thể về xã Phước Thành quản lý
- Điều chỉnh 13,1 ha diện tích tự nhiên của xã Phước Đại về xã Phước Thành quản lý.

Sau khi điều chỉnh địa giới hành chính, xã Phước Thành có 12.690,47 ha diện tích tự nhiên và 2.601 người.